# Mauro Gianetti
Mauro Gianetti (Isone, 16 de marzo de 1964) es un ex ciclista profesional suizo dedicado actualmente a las funciones de mánager de equipos ciclistas y de director de marketing del Club Deportivo Badajoz.
Actualmente es el mánager general del equipo Geox-TMC.

## Biografía
Pasó al profesionalismo tras concluir sus estudios comerciales. En la máxima categoría permaneció durante 17 temporadas (1986-2002) y fue un destacado clasicómano con 30 victorias entre las que destacan la Lieja-Bastogne-Lieja y la Amstel Gold Race. 
Fue segundo en el Campeonato del Mundo de Lugano (1996), cuarto en el de Duitama (1995) y quinto en el de Ronse (1988). 
En 2003 se convirtió en el Mánager General del equipo Vini Caldirola y, a partir de 2004, de su propio equipo bajo las denominaciones Saunier Duval-Prodir (2004-2007), Saunier Duval-Scott y Scott-American Beef (2008), Fuji-Servetto (2009) y Footon-Servetto (2010).
Su hijo, Noé Gianetti, es también ciclista profesional y debutó en el equipo dirigido por Mauro (Footon-Servetto) en 2010.
A pesar de haberse retirado en 2008 y 2009 participó en el "Gianetti Day" prueba amateur de Suiza homenajeándole pero que también sirve como Campeonato de Ciclismo de Liechtenstein, donde Mauro fue segundo en la primera edición y tercero en la segunda edición que ganó su hijo.

## Otras actividades
Junto con su hermano Alberto son propietarios del Parque Acuático California Center de Chiasso, de Vitafitnes SA y de IAWA Sagl, sociedades ligadas al mundo del deporte y de la sociedad inmobialiaria Gianetti, SA. Con su hermano Luca y sus padres Giancarlo y Bice posee un pequeño hotel en Isone, Cantón del Tesino. 
Con su fundación Recycling the World y en colaboración con la ONG Planete Urgence y Saunier Duval, ha promovido y financiado la plantación de un millón de árboles en Malí. En colaboración con Prodir y las escuelas del cantón del Ticino ha promovido y financiado la producción de 15.000 kits escolares para beneficio de niños africanos en edad escolar. Desde 1997, en cada mes de octubre promueve una “pedalada popular” o “medio fondo”, La Gianetty Day, que reúne a alrededor de 400 niños en la jornada del sábado y casi 1.500 participantes en la prueba del domingo. 
En 1997 fue elegido “no fumador suizo del año” por su campaña en contra del tabaco. En suiza, ha sido elegido segundo mejor deportista del siglo XX tras su paisano y mito de la Fórmula 1, Clay Ragazzoni. Desde 1987 a 1997 fue miembro de la Asociación de la Ayuda al Deporte Suizo promoviendo la práctica del deporte en las escuelas del país.
Además, en noviembre de 2009 se hizo público que formaría parte de la una junta gestora que hizo una oferta de compra del Club Deportivo Badajoz. Mauro Gianetti sería el encargado de la sección de Marketing de dicho club.

## Incidente de dopaje
Durante el Tour de Romandía de 1998, Mauro Gianetti abandonó durante una etapa y más tarde perdió el conocimiento. Fue trasladado al hospital universitario de Lausana, donde permaneció en cuidados intensivos durante 10 días, ya que su vida corría peligro. Inicialmente, los médicos sospecharon de una infección, pero todas las pruebas dieron negativo. Entonces, dos doctores sospecharon que Gianetti había sido transfundido con una emulsión de perfluorocarbono para aumentar la capacidad de transporte de oxígeno en su sangre. Esto fue comunicado a las autoridades y se abrió una investigación.

## Palmarés
| 1984 - 1 etapa de la Settimana Ciclistica Bergamasca 1986 - Gran Premio de Lugano 1988 - Vuelta a Gran Bretaña 1989 - Tour de Berna - 1 etapa del Vuelta a Gran Bretaña 1990 - Milán-Turín - Coppa Placci 1991 - 3.º en el Campeonato de Suiza en Ruta 1993 - 3.º en el Campeonato de Suiza en Ruta | 1995 - Amstel Gold Race - Lieja-Bastogne-Lieja - 3.º en la Copa del Mundo 1996 - Clásica de Primavera - Japan Cup - 1 etapa del Critérium Internacional - 2° Campeonato del Mundo ruta en Lugano 1997 - París-Camembert - Polymultipliée de l'Hautil - Polymultipliée Lyonnaise 1999 - 3.º en el Campeonato de Suiza en Ruta - Trofeo Melinda 2000 - Tour de Japón, más 1 etapa |

## Resultados en las Grandes Vueltas y Campeonato del Mundo
| Carrera         | 1988 | 1989  | 1990 | 1991 | 1992 | 1993 | 1994 | 1995 | 1996 | 1997 | 1998 | 1999 | 2000 | 2001 | 2002 |
| --------------- | ---- | ----- | ---- | ---- | ---- | ---- | ---- | ---- | ---- | ---- | ---- | ---- | ---- | ---- | ---- |
| Giro de Italia  | -    | -     | -    | -    | 70.º | -    | -    | -    | Ab.  | -    | -    | -    | -    | -    | -    |
| Tour de Francia | -    | 115.º | 61.º | 98.º | Ab.  | -    | -    | -    | -    | Ab.  | -    | -    | -    | -    | -    |
| Vuelta a España | -    | -     | -    | -    | -    | -    | -    | 17.º | 13.º | -    | -    | -    | -    | Ab.  | -    |
| Mundial en Ruta | 5.º  | 33.º  | Ab.  | 40.º | -    | Ab.  | Ab.  | 4.º  | 2.º  | 12.º | 35.º | 27.º | 21.º | 50.º | 67.º |

-: no participa

Ab.: abandono